# سونگ جونگ-آ
سونگ جونگ-آ (انگلیسی: Sung Jung-a؛ زادهٔ ۲۵ دسامبر ۱۹۶۵) بازیکن بسکتبال زن اهل کره جنوبی بود.